# مدار ۵۲ درجه شمالی
مدار ۵۲ درجه شمالی، دایره‌ای از عرض جغرافیایی است که در ۵۲ درجهٔ شمالی خط استوا قرار دارد.

## گذر از مناطق
از نصف‌النهار مبدأ شروع می‌شود و به سمت مشرق ۵۲ درجه شمالی از موارد زیر گذر می‌کند:
| مختصات‌ها                                             | کشور، قلمرو یا دریا | توضیحات |
| ---------------------------------------------------- | ------------------- | --- |
| ۵۲°۰′ شمالی ۰°۰′ شرقی / ۵۲٫۰۰۰°شمالی ۰٫۰۰۰°شرقی      | بریتانیا            | انگلستان |
| ۵۲°۰′ شمالی ۱°۲۵′ شرقی / ۵۲٫۰۰۰°شمالی ۱٫۴۱۷°شرقی     | دریای شمال          | |
| ۵۲°۰′ شمالی ۴°۸′ شرقی / ۵۲٫۰۰۰°شمالی ۴٫۱۳۳°شرقی      | هلند                | Provinces of هلند جنوبی, استان اوترخت and خلدرلاند                                                                                        |
| ۵۲°۰′ شمالی ۶°۴۸′ شرقی / ۵۲٫۰۰۰°شمالی ۶٫۸۰۰°شرقی     | آلمان               | States of نوردراین-وستفالن, نیدرزاکسن, زاکسن-آنهالت and براندنبورگ                                                                        |
| ۵۲°۰′ شمالی ۱۴°۴۳′ شرقی / ۵۲٫۰۰۰°شمالی ۱۴٫۷۱۷°شرقی   | لهستان              | |
| ۵۲°۰′ شمالی ۲۳°۴۲′ شرقی / ۵۲٫۰۰۰°شمالی ۲۳٫۷۰۰°شرقی   | بلاروس              | |
| ۵۲°۰′ شمالی ۳۰°۵۴′ شرقی / ۵۲٫۰۰۰°شمالی ۳۰٫۹۰۰°شرقی   | اوکراین             | |
| ۵۲°۰′ شمالی ۳۴°۶′ شرقی / ۵۲٫۰۰۰°شمالی ۳۴٫۱۰۰°شرقی    | روسیه               | |
| ۵۲°۰′ شمالی ۶۰°۹′ شرقی / ۵۲٫۰۰۰°شمالی ۶۰٫۱۵۰°شرقی    | قزاقستان            | |
| ۵۲°۰′ شمالی ۷۹°۷′ شرقی / ۵۲٫۰۰۰°شمالی ۷۹٫۱۱۷°شرقی    | روسیه               | |
| ۵۲°۰′ شمالی ۹۸°۴۹′ شرقی / ۵۲٫۰۰۰°شمالی ۹۸٫۸۱۷°شرقی   | مغولستان            | |
| ۵۲°۰′ شمالی ۹۹°۱۷′ شرقی / ۵۲٫۰۰۰°شمالی ۹۹٫۲۸۳°شرقی   | روسیه               | Passing through دریاچه بایکال |
| ۵۲°۰′ شمالی ۱۲۰°۴۲′ شرقی / ۵۲٫۰۰۰°شمالی ۱۲۰٫۷۰۰°شرقی | چین                 | مغولستان داخلی هیلونگ‌جیانگ |
| ۵۲°۰′ شمالی ۱۲۶°۲۷′ شرقی / ۵۲٫۰۰۰°شمالی ۱۲۶٫۴۵۰°شرقی | روسیه               | |
| ۵۲°۰′ شمالی ۱۴۱°۲۰′ شرقی / ۵۲٫۰۰۰°شمالی ۱۴۱٫۳۳۳°شرقی | تنگه تاتار          | |
| ۵۲°۰′ شمالی ۱۴۱°۴۰′ شرقی / ۵۲٫۰۰۰°شمالی ۱۴۱٫۶۶۷°شرقی | روسیه               | Island of ساخالین |
| ۵۲°۰′ شمالی ۱۴۳°۱۰′ شرقی / ۵۲٫۰۰۰°شمالی ۱۴۳٫۱۶۷°شرقی | دریای اختسک         | |
| ۵۲°۰′ شمالی ۱۵۶°۲۹′ شرقی / ۵۲٫۰۰۰°شمالی ۱۵۶٫۴۸۳°شرقی | روسیه               | شبه‌جزیره کامچاتکا |
| ۵۲°۰′ شمالی ۱۵۸°۱۷′ شرقی / ۵۲٫۰۰۰°شمالی ۱۵۸٫۲۸۳°شرقی | اقیانوس آرام        | |
| ۵۲°۰′ شمالی ۱۷۷°۳۰′ شرقی / ۵۲٫۰۰۰°شمالی ۱۷۷٫۵۰۰°شرقی | ایالات متحده آمریکا | آلاسکا - Kiska Island |
| ۵۲°۰′ شمالی ۱۷۷°۳۳′ شرقی / ۵۲٫۰۰۰°شمالی ۱۷۷٫۵۵۰°شرقی | دریای برینگ         | |
| ۵۲°۰′ شمالی ۱۷۸°۶′ شرقی / ۵۲٫۰۰۰°شمالی ۱۷۸٫۱۰۰°شرقی  | ایالات متحده آمریکا | آلاسکا - Segula Island |
| ۵۲°۰′ شمالی ۱۷۸°۱۱′ شرقی / ۵۲٫۰۰۰°شمالی ۱۷۸٫۱۸۳°شرقی | دریای برینگ         | Passing just north of Khvostof Island, Davidof Island and Little Sitkin Island, آلاسکا, ایالات متحده آمریکا                               |
| ۵۲°۰′ شمالی ۱۷۹°۳۴′ شرقی / ۵۲٫۰۰۰°شمالی ۱۷۹٫۵۶۷°شرقی | ایالات متحده آمریکا | آلاسکا - Semisopochnoi Island |
| ۵۲°۰′ شمالی ۱۷۹°۴۳′ شرقی / ۵۲٫۰۰۰°شمالی ۱۷۹٫۷۱۷°شرقی | دریای برینگ         | Passing just north of Tanaga Island and Kanaga Island, آلاسکا, ایالات متحده آمریکا                                                        |
| ۵۲°۰′ شمالی ۱۷۶°۳۵′ غربی / ۵۲٫۰۰۰°شمالی ۱۷۶٫۵۸۳°غربی | ایالات متحده آمریکا | آلاسکا - Adak Island |
| ۵۲°۰′ شمالی ۱۷۶°۳۳′ غربی / ۵۲٫۰۰۰°شمالی ۱۷۶٫۵۵۰°غربی | دریای برینگ         | |
| ۵۲°۰′ شمالی ۱۷۶°۹′ غربی / ۵۲٫۰۰۰°شمالی ۱۷۶٫۱۵۰°غربی  | ایالات متحده آمریکا | آلاسکا - Great Sitkin Island |
| ۵۲°۰′ شمالی ۱۷۶°۳′ غربی / ۵۲٫۰۰۰°شمالی ۱۷۶٫۰۵۰°غربی  | دریای برینگ         | Passing just north of Igitkin Island, Tagalak Island and Oglodak Island, آلاسکا, ایالات متحده آمریکا                                      |
| ۵۲°۰′ شمالی ۱۷۵°۲۲′ غربی / ۵۲٫۰۰۰°شمالی ۱۷۵٫۳۶۷°غربی | اقیانوس آرام        | Passing just south of Atka Island and Amlia Island, آلاسکا, ایالات متحده آمریکا                                                           |
| ۵۲°۰′ شمالی ۱۳۱°۶′ غربی / ۵۲٫۰۰۰°شمالی ۱۳۱٫۱۰۰°غربی  | کانادا              | بریتیش کلمبیا - Kunghit Island |
| ۵۲°۰′ شمالی ۱۳۱°۲′ غربی / ۵۲٫۰۰۰°شمالی ۱۳۱٫۰۳۳°غربی  | اقیانوس آرام        | Queen Charlotte Sound |
| ۵۲°۰′ شمالی ۱۲۸°۱۳′ غربی / ۵۲٫۰۰۰°شمالی ۱۲۸٫۲۱۷°غربی | کانادا              | بریتیش کلمبیا - Hunter Island, King Island and the mainland آلبرتا ساسکاچوان مانیتوبا - including دریاچه وینیپگ and دریاچه وینیپگ انتاریو |
| ۵۲°۰′ شمالی ۸۰°۵۹′ غربی / ۵۲٫۰۰۰°شمالی ۸۰٫۹۸۳°غربی   | خلیج جیمز           | |
| ۵۲°۰′ شمالی ۷۹°۳۹′ غربی / ۵۲٫۰۰۰°شمالی ۷۹٫۶۵۰°غربی   | کانادا              | نوناووت - Charlton Island and Carey Island                                                                                                |
| ۵۲°۰′ شمالی ۷۹°۱۲′ غربی / ۵۲٫۰۰۰°شمالی ۷۹٫۲۰۰°غربی   | خلیج جیمز           | |
| ۵۲°۰′ شمالی ۷۸°۴۲′ غربی / ۵۲٫۰۰۰°شمالی ۷۸٫۷۰۰°غربی   | کانادا              | کبک نیوفاندلند و لابرادور کبک / نیوفاندلند و لابرادور border نیوفاندلند و لابرادور                                                        |
| ۵۲°۰′ شمالی ۵۵°۵۲′ غربی / ۵۲٫۰۰۰°شمالی ۵۵٫۸۶۷°غربی   | اقیانوس اطلس        | Strait of Belle Isle |
| ۵۲°۰′ شمالی ۵۵°۱۸′ غربی / ۵۲٫۰۰۰°شمالی ۵۵٫۳۰۰°غربی   | کانادا              | نیوفاندلند و لابرادور - Belle Isle |
| ۵۲°۰′ شمالی ۵۵°۱۶′ غربی / ۵۲٫۰۰۰°شمالی ۵۵٫۲۶۷°غربی   | اقیانوس اطلس        | |
| ۵۲°۰′ شمالی ۱۰°۱۳′ غربی / ۵۲٫۰۰۰°شمالی ۱۰٫۲۱۷°غربی   | جمهوری ایرلند       | |
| ۵۲°۰′ شمالی ۷°۳۵′ غربی / ۵۲٫۰۰۰°شمالی ۷٫۵۸۳°غربی     | St George's Channel | |
| ۵۲°۰′ شمالی ۵°۵′ غربی / ۵۲٫۰۰۰°شمالی ۵٫۰۸۳°غربی      | بریتانیا            | ولز انگلستان |